# Transmissió per fricció

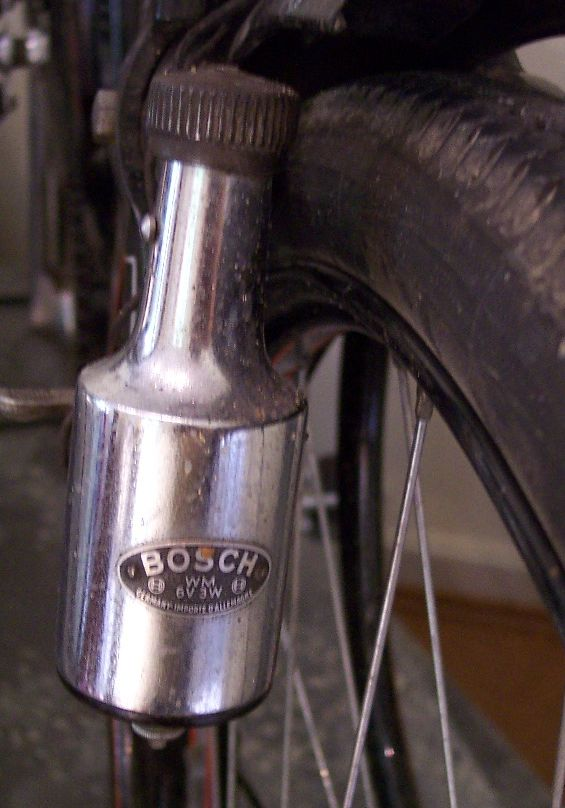
Dinamo d'ampolla que va muntada en una bicicleta. El rodet de la dinamo roda sobre el lateral del pneumàtic. Funciona per fricció.

Una transmissió de fricció és una transmissió mecànica basada en dos o més elements de fricció. Un exemple típic és el conjunt format per dues rodes de fricció que roden la una contra l’altra.
Una transmissió mecànica és un mecanisme encarregat de transmetre moviment i potència entre dos o més elements dins d'una màquina o vehicle. Són part fonamental dels elements o òrgans d'una màquina, moltes vegades classificats com un dels dos subgrups fonamentals d'aquests elements de transmissió i elements de subjecció. En la gran majoria dels casos, aquestes transmissions es realitzen amb elements giratoris, ja que la transmissió d'energia per rotació ocupa molt menys espai que la de translació.

## Transmissió de potència entre una roda i un element rectilini
Molts vehicles estàn basats en una estructura amb rodes i estàn projectats per a rodar sobre una carretera o unes vies de ferrocarril. Una bicicleta disposa d’una roda motriu que transmet la potència proporcionada pel ciclista cap a l’asfalt o similar. Els elements finals de la transmissió, en aquest cas, són una roda amb un pneumàtic i la carretera. La fricció, el fregament entre roda i carretera és la que permet aprofitar la potència i transformar-la en moviment. Sobre gel o en una carretera que patina, la roda motriu no pot fer força sobre el ferm de la pista i el moviment desitjat no es produeix.
En una motocicleta les consideracions són les mateixes. Una roda (motriu) de fricció i la via de circulació (element rectilini de fricció). En altres vehicles poden aplicar-se raonaments semblants.

### Roda de locomotora

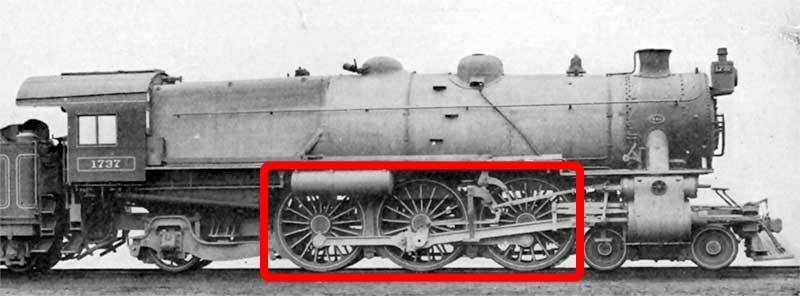
Rodes motrius d'una locomotora de vapor.

Una roda motriu d'una locomotora reposa sobre la via suportant una força important. En aquest cas la roda i la via són elements de fricció. La potència proporcionada pel vapor s'aplica mitjançant una biela que transmet un parell motor a la roda a una certa velocitat. Malgrat un coeficient de fregament molt petit, entre l'acer de la roda i l'acer de la via, la fricció d'aquests elements és prou gran i la roda pot transmetre una força a la via, sense patinar.

## Transmissió pròpiament dita

Animació de dues rodes dentades. Pinyó i roda. Amb dues rodes llises es pot fer un mecanisme anàleg.

Les transmissions mecàniques de fricció són conjunts intermedis entre el «motor» (o sistema d’entrada de potència) i el sistema de sortida de potència. Una transmissió de fricció típica està formada per dues rodes de fricció que poden rodar conjuntament. A diferència dels engranatges dentats (vegeu figura), que transmeten el moviment amb les dents (tancament de forma), les rodes de fricció són llises, i transmeten el moviment per fregament en el punt de contacte.

### Rodes coplanàries
Les rodes de fricció es munten en el mateix pla. Els arbres (anomenats eixos en la parla coloquial) són paral·lels.

### Rodes perpendiculars
Les rodes de fricció i els arbres respectius són perpendiculars.

## Transmissió Lambert[6]

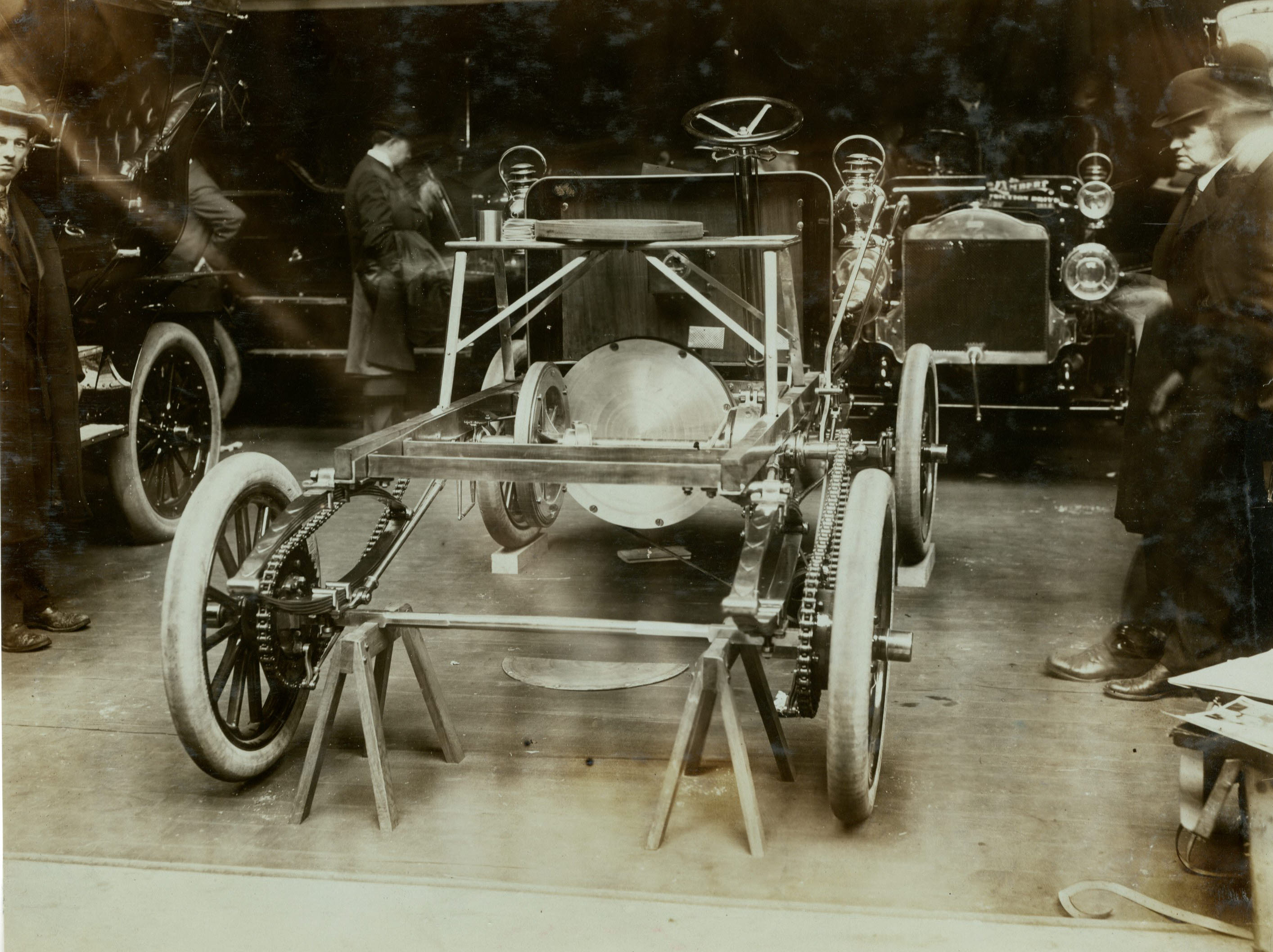
Automòbil Lambert amb transmissió per fricció.

En la figura es pot observar la roda d’entrada (amb un arbre longitudinal i horitzontal). La roda de sortida és perpendicular a la roda d’entrada i el seu arbre (en posició transversal al vehicle) es connecta a les rodes de les cadenes que transmeten la potència a les rodes posteriors.

## Bicicletes amb motor auxiliar[8]

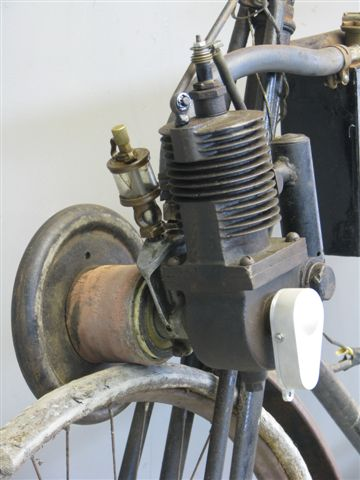
Motor auxiliar de bicicleta. Transmissió per corró a la roda davantera.

Les bicicletes amb un motor de combustió interna auxiliar foren molt populars en èpoques passades. Abans de la introducció de les bateries modernes, d'alta capacitat i rendiment, la solució d'emprar petits motors de gasolina, de dos i quatre temps, va originar una opció de transport econòmica i acceptable.

### Transmissió per corró[9]
La firma francesa Velosolex fabricava motors amb transmissió per corró aplicat a la roda del davant. Altres marques empraven el mateix sistema:
- Bike Bug.[13]
- Ohlsson & Rice[14]
- Aquabug.[15]

Aquest sistema ha estat aprofitat en projectes casolans.

## Altres transmissions
Hi ha altres transmissions basades en la fricció. Les millores en els materials (aliatges metàl·lics) i el descobriment dels fluids de fricció han permès la fabricació de variadors i transmissions variables contínues amb prestacions notables.

### Toroidals (Extroid)

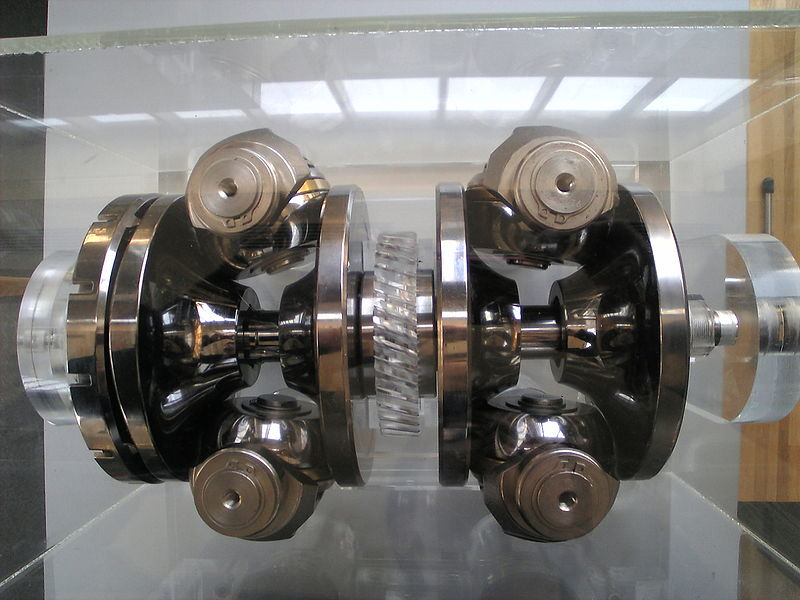
CVT de toroides (Extroid)

Una CVT toroidal es compon de discos i rodets que transmeten l'esforç entre els discos. Els discos es poden representar com a dues parts gairebé còniques, punt a punt, amb la placa lateral, de manera que les dues parts podrien omplir el forat central d'un tor. Un disc és l'entrada, i l'altre la sortida. Entre els discs hi ha rodets que varien la relació i que transfereixen l'esforç d'un costat a l'altre. Quan l'eix del corró és perpendicular a l'eix de les parts properes a les còniques, es posa en contacte amb les parts gairebé còniques a llocs del mateix diàmetre i proporciona una relació de tracció 1: 1. El corró es pot moure al llarg de l'eix de les parts gairebé còniques, canviant l'angle segons sigui necessari per mantenir el contacte. Això farà que el corró entri en contacte amb les parts gairebé còniques a llocs corresponents a diàmetres diferents, donant una relació d'accionament diferent de 1: 1. Els sistemes poden ser toroidals parcials o toroidals complets. Els sistemes toroidals complets són el disseny més eficient mentre que els toroidals parcials encara poden requerir un convertidor de parell, i per tant, perdre eficiència.
Imagineu (vegeu la figura) dos corrons (un d'entrada i un de sortida) amb forma de con truncada, col·locats en paral·lel i amb orientació contrària, i inserits al forat central d'un tor flexible situat ortogonalment als eixos dels corrons i connectat en pressió a una secció circular dels mateixos. Quan el torus està connectat de manera que les dues seccions circulars tinguin el mateix diàmetre, la relació de transmissió és unitària; quan en canvi l'element toroidal es mou paral·lelament a si mateix, les dues seccions circulars canvien de manera coordinada: una augmenta i l'altra disminueix amb la mateixa relació de manera que es manté la pressió de tors sobre els corrons, però la relació de transmissió varia contínuament. Segons la direcció del recorregut, tindrem, per tant, una transmissió amb reducció (relació de transmissió <1) o multiplicació (relació de transmissió> 1).
Alguns sistemes toroidals com el Torotrak, també són infinitament variables,a més a més, dins de les CVT, es pot invertir el sentit de empenyiment.
Diagrames:
- Imatge animada d'una CVT toroidal a HowStuffWorks Arxivat 2019-01-10 a Wayback Machine.

Exemples:
- Nissan Extroid CVT (pdf de Nissan-Global site Arxivat 2013-04-06 a Wayback Machine.)

### Variador Beier[17][18]
Va ser desenvolupat pel doctor Beier, un austríac que treballa a Alemanya. Algunes de les seves primeres aplicacions van ser com a transmissió automàtica en autobusos. A diferència de la majoria d'altres variadors, però en comú amb l'embragatge Hele-Shaw, l'engranatge Beier no es basa en la fricció entre els discos, sinó en l'arrossegament viscós a través d'una fina pel·lícula d'oli entre ells. La manca de fricció redueix les pèrdues per calor i permet, doncs, que un petit mecanisme compacte pugui controlar encara una elevada potència. Sovint es bombeja oli a través de l'accionament, tenint també un efecte de refredament. L'any 1951 s'utilitzà en el motor aeronàutic Nomad E.145 Napier. Es tractava d'un complex motor turbo-compost que combinava un motor de pistó dièsel juntament amb una turbina de gas i un sobrealimentador de compressor axial.
Es pot consultar un croquis a la referència adjunta.

### Variador de nutació
Ideat per Ives Kemper.

### Enviolo CVT
Hi ha una transmissió variable contínua adequada per a bicicletes basada en boles d'acer circulant per dues pistes especials. El conjunt recorda un coixinet de boles. Les boles poden inclinar-se definint diàmetres de rodadura diferents d'entrada i de sortida. Diàmetres que determinen una relació de transmissió variable i contínua (dins dels paràmetres de disseny).
Una patent relacionada a la referència adjunta.

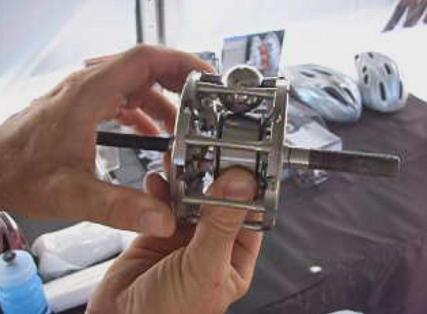
Mecanisme Nuvinci (ara Enviolo).
Variador de boles orientables.

## Transmissions amb corretges i similars
Hi ha diversos sistemes de transmissió basats en la fricció. Quan comporten corretges planes o trapezials s'acostumen a estudiar com a grup diferenciat. Estrictament són transmissions per fricció.